# Lekárovce
Lekárovce és un poble i municipi d'Eslovàquia. Es troba a la regió de Košice, a l'est del país.

## Història
La primera referència escrita de la vila data del 1400.

## Demografia
| Godina             | 1994 | 2004   | 2014   | 2024    |
| ------------------ | ---- | ------ | ------ | ------- |
| Nombre de persones | 1119 | 1035   | 940    | 835     |
| Diferència         |      | −7,50% | −9,17% | −11,17% |

| Godina             | 2023 | 2024   |
| ------------------ | ---- | ------ |
| Nombre de persones | 834  | 835    |
| Diferència         |      | +0,11% |